# Antonio Buero Vallejo
Antonio Buero Vallejo (Guadalajara, 29 de septiembre de 1916-Madrid, 29 de abril de 2000) fue un dramaturgo español, ganador del Premio Lope de Vega en 1949 y del Premio Cervantes en 1986.

## Biografía
Antonio Buero Vallejo nació en Guadalajara en 1916. Su padre, Francisco, era un militar gaditano que enseñaba Cálculo en la Academia de Ingenieros de Guadalajara; su madre, María Cruz, era de Taracena (Guadalajara). Su hermano mayor Francisco nació en 1911 y su hermana pequeña Carmen en 1926.
Toda su infancia la pasó en la Alcarria, salvo dos años (1927-1929) que vivió en Larache (Marruecos español), donde había sido destinado su padre. Se aficionó a la lectura en la gran biblioteca paterna y también a la música y a la pintura: desde los cuatro años dibujó incansablemente. Su padre lo llevaba habitualmente al teatro y a los nueve años ya dirigía representaciones en un teatrillo de juguete. Estudió Bachillerato en Guadalajara (1926-1933) y se despertó su interés por las cuestiones filosóficas, científicas y sociales. En 1932 recibió un premio literario para alumnos de enseñanzas medias y Magisterio por la narración El único hombre, que no se editó hasta 2001. Comenzó a escribir unas Confesiones que luego destruyó. En 1934, la familia se trasladó a Madrid, donde ingresó en la Escuela de Bellas Artes de San Fernando, alternando las clases con su asistencia al teatro y la lectura.
Al comenzar la Guerra Civil quiso alistarse como voluntario, pero su padre se lo impidió. Este, militar, fue detenido y fusilado por los republicanos el 7 de diciembre de 1936. En 1937 fue llamado a filas y se incorporó a un batallón de infantería, colaborando con dibujos y escritos en La Voz de la Sanidad y en otras actividades culturales. En Benicasim conoció a Miguel Hernández.
Al finalizar la guerra, Buero se encontraba en la Jefatura de Sanidad de Valencia, donde se le recluyó unos días en la plaza de toros. Después, pasó un mes en el campo de concentración de Soneja, en la provincia de Castellón, y finalmente le dejaron volver a su lugar de residencia con orden de presentarse a las autoridades, orden que no cumplió. Comenzó a trabajar en la reorganización del Partido Comunista, al cual se había afiliado durante la contienda y de cuya militancia se fue alejando años después.
Fue detenido en mayo o junio de 1939 y condenado a muerte con otros compañeros por «adhesión a la rebelión». Tras ocho meses, se le conmutó la pena por otra de treinta años. Pasó por diversas cárceles: en la de Conde de Toreno permaneció año y medio. Allí dibujó un famoso retrato de Miguel Hernández, ampliamente reproducido –cuyo original conservan los herederos de Miguel Hernández– y ayudó en un intento de fuga que le inspiró más tarde ciertos aspectos de La Fundación. En la de Yeserías apenas estuvo mes y medio, unos tres años en El Dueso y otro más en la prisión de Santa Rita. Escribió sobre pintura e hizo cientos de retratos de sus compañeros, entablando muy buenas amistades con algunos de ellos y manteniendo contacto tras su salida de prisión. Salió del penal de Ocaña en libertad condicional, aunque desterrado de Madrid, a principios de marzo de 1946. Fijó su residencia en Carabanchel Bajo y se hizo socio del Ateneo; publica dibujos en revistas, pero ya le atrae más la escritura narrativa y, finalmente, la dramática.
Su primer drama lo escribió sobre la ceguera, En la ardiente oscuridad, en una semana del mes de agosto de 1946, e Historia despiadada y Otro juicio de Salomón en 1948 (obras que después destruyó y no se han conservado). Entre 1947 y 1948 escribió Historia de una escalera, inicialmente llamada La escalera. Se presentó al premio Lope de Vega, que ganó con Historia de una escalera, cuyo estreno en octubre de 1949 tuvo tal éxito que lo consagró para siempre entre crítica y público. Ese mismo año ganó también el premio de la Asociación de amigos de los Quintero con la pieza en un acto: Las palabras en la arena. Publicó y estrenó de forma constante en Madrid e Historia de una escalera fue llevada al cine por Ignacio F. Iquino.

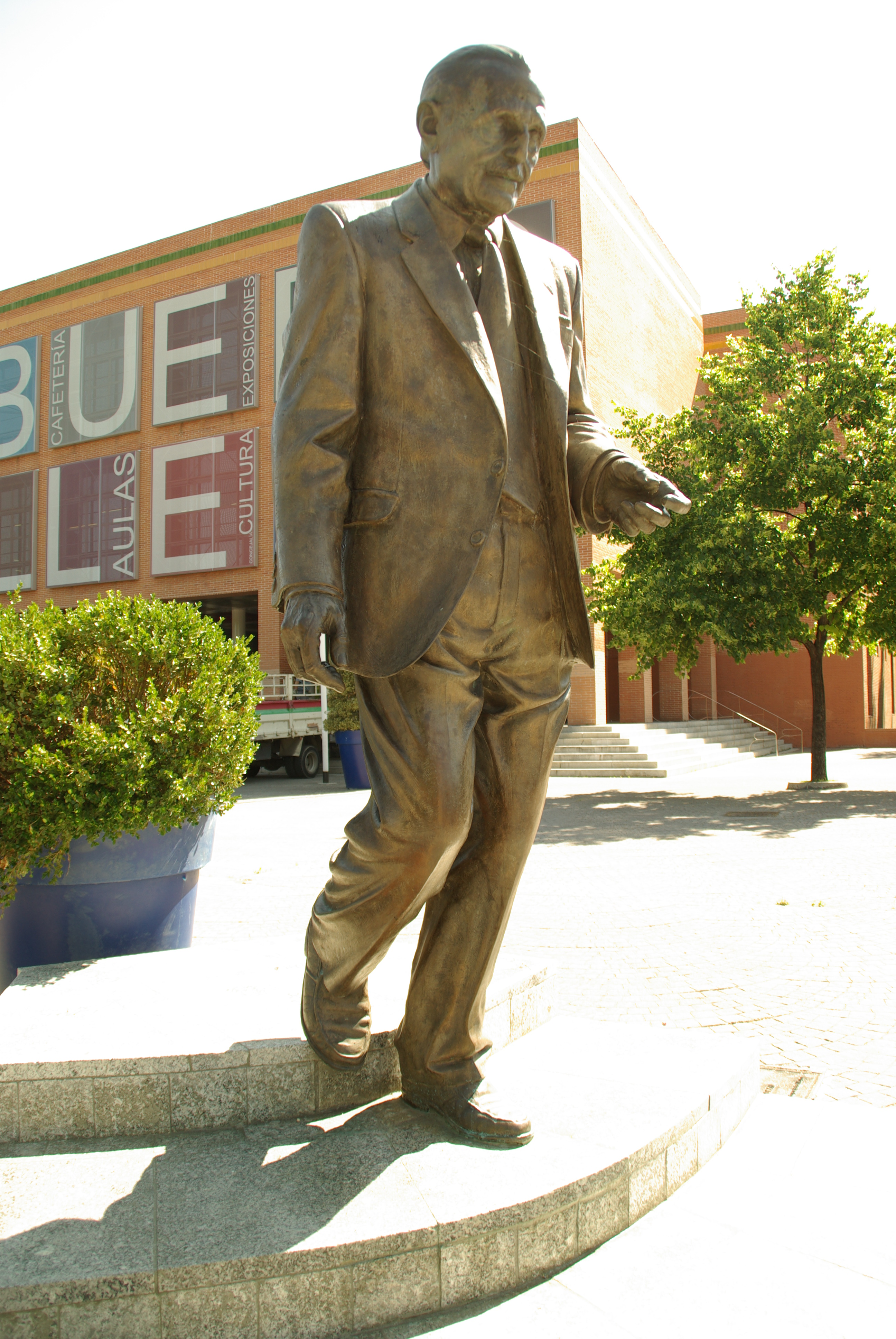
Estatua de Buero Vallejo frente al centro cultural de Alcorcón que lleva su nombre

En la década de 1950 estrenó La tejedora de sueños (1951), La señal que se espera (1952), Casi un cuento de hadas (1953), Madrugada (1953), Irene, o el tesoro, Hoy es fiesta (1956) y su primer drama histórico, Un soñador para un pueblo (1958). Empezaron a representarse sus obras en el extranjero, como Historia de una escalera en México (marzo de 1950) y En la ardiente oscuridad en Santa Bárbara, California (diciembre de 1952).
En 1954 se prohibió el estreno de Aventura en lo gris. Al año siguiente apareció en el diario Informaciones «Don Homobono», irónico artículo contra la censura. También se prohibió la representación de El puente, de Carlos Gorostiza, cuya versión había realizado Buero. Escribió Una extraña armonía, que no llegó a estrenarse ni se publicó hasta su Obra Completa. En el número 1 de la revista Primer Acto apareció el artículo «El teatro de Buero Vallejo visto por Buero Vallejo». Se publicó su ensayo sobre «La tragedia». En 1959 se casó con la actriz Victoria Rodríguez (fallecida en 2020) con la que tuvo dos hijos: Carlos, que nació al año siguiente, y Enrique, nacido en 1961, y fallecido en 1986 en un accidente de tráfico.
En la década de 1960 consiguió estrenar parte de sus piezas a pesar de la censura: El concierto de San Ovidio, Aventura en lo gris, El tragaluz y sus versiones de Hamlet, príncipe de Dinamarca, de Shakespeare y Madre Coraje y sus hijos, de Bertolt Brecht. Dirigida por José Tamayo Rivas, estrenó Las Meninas, que fue su mayor éxito desde Historia de una escalera. Tuvo lugar entonces la polémica entre el teatro del posibilismo y el del imposibilismo que mantuvo con Alfonso Sastre en las páginas de Primer acto. En este año publicó «Un poema y un recuerdo», temprano artículo sobre Miguel Hernández. En 1963 se le propuso su incorporación al Consejo Superior de Teatro, pero Buero renunció a ello.
Firmó junto con otros cien intelectuales, encabezados por José Bergamín, una carta dirigida al ministro de Información y Turismo solicitando explicaciones sobre el trato dado por la policía a algunos mineros asturianos, lo que le acarreó el distanciamiento de editores y empresas. En 1964 la censura prohibió La doble historia del doctor Valmy, un alegato contra la tortura, que permaneció sin representarse en España hasta 1976, pasada la dictadura. No volvió a estrenar hasta 1967, en el teatro Bellas Artes y bajo la dirección de José Tamayo, El tragaluz, la primera obra de teatro bajo el franquismo en la que se hacía una referencia directa a la Guerra Civil, y que obtuvo un enorme éxito. Simultáneamente, se reestrenó por primera vez Historia de una escalera (que volvería a las tablas en un montaje del Centro Dramático Nacional en 2003).
Fue nombrado miembro de número de la Real Academia Española en 1971, ocupando el sillón X, del cual tomó posesión el 22 de mayo de 1972 con un discurso que versó sobre García Lorca ante el esperpento. Fue galardonado con el Premio Cervantes en 1986 y el Premio Nacional de las Letras Españolas en 1996.
Falleció en el Hospital de Madrid, a causa de un ictus, el 29 de abril de 2000, a los ochenta y tres años de edad. En 1987, Onda Madrid, le dedica un especial de dos capítulos de una hora sobre su relación con la capital. Dentro del espacio dirigido y presentado por Carlos Villarrubia, Al ritmo de Madrid, Buero realiza un paseo sentimental por sus recuerdos, el tango, los amores, las primeras poesías y los rincones para el autor inolvidables del Madrid de siempre.
En enero de 2025, la Academia Sueca liberó la lista de nominados al Premio Nobel de Literatura correspondiente al año 1974, revelando que Buero Vallejo fue propuesto para el galardón. 

## Obra dramática
El tema común que liga toda su producción es la tragedia del individuo, analizada desde un punto de vista social, ético y moral. Los principales problemas que angustian al hombre se apuntan ya en su primera obra, En la ardiente oscuridad, y continúan en obras posteriores.
La crítica ha clasificado su obra en teatro simbolista, teatro de crítica social y dramas históricos.

### Teatro simbolista
En la ardiente oscuridad representa el crudo enfrentamiento con una realidad que no puede escamotearse ni disfrazarse. A través de la tara física de la ceguera, Buero simboliza las limitaciones humanas. Así, es símbolo de la imperfección, de la carencia de libertad para comprender el misterio de nuestro ser y de nuestro destino en el mundo. El hombre no es libre porque no puede conocer el misterio que le rodea.
El tema del misterio predomina en otras obras, también de corte simbolista: La tejedora de sueños, recreación del mito de Ulises y Penélope; Irene, o el tesoro, análisis del desdoblamiento de la realidad.

### Crítica social
Estas obras analizan la sociedad española con todas sus injusticias, mentiras y violencias. Pertenecen a este grupo: Historia de una escalera, Las cartas boca abajo y El tragaluz.
Historia de una escalera, que obtuvo en 1948 el premio Lope de Vega, es posiblemente una de las obras más importantes del teatro de esta época por su carácter trágico y por la denuncia de las condiciones sociales de vida. La obra causó gran impacto por su realismo y contenido social. En ella plantea la imposibilidad de algunos individuos de mejorar materialmente debido a la situación social y a la falta de voluntad.
El tragaluz, como casi todas las de Buero Vallejo, comienza de manera aparentemente anodina, contando la historia de una familia, pero luego se vuelca hacia un relato el cual, tanto por el fondo como por la forma (y siempre con la sutileza necesaria para esquivar a la censura), constituye un ataque en toda la línea de flotación al franquismo y a su obsesión por influir nuestra visión tanto de la historia pasada como futura. Su trama es aparentemente simple y su lectura muy fácil pero, sin embargo, en cuanto uno empieza a escarbar encuentra cinco o seis niveles de mensajes, todos potentísimos, y que impactan sobremanera al lector. Todos esos mensajes, en la época en la cual fue escrita (postrimerías del franquismo), se entendían sin necesidad de decir nada. Hoy, para comprenderlos, muchas veces deben ser contextualizados por analistas literarios.

### Dramas históricos
En estos dramas, Buero toma los «materiales del pasado histórico (...) como trampolín o espejo y como mina de significaciones cara al presente y como "modelos" en el sentido que la sociología da al vocablo» (Francisco Ruiz Ramón). Recuérdese que esto mismo ocurría en Francisco Ayala.
Pertenecen a este grupo Un soñador para un pueblo, Las Meninas, El concierto de San Ovidio y El sueño de la razón.
Un soñador para un pueblo relata el fracaso de un hombre empeñado en mejorar la vida de un pueblo. El protagonista, Esquilache, ha de enfrentarse a todo el sistema, pues la política que pretende imponer no cuenta con el apoyo popular. Pero en realidad, la oposición a su política no procede del mismo pueblo, sino de un tercer poder, que, oculto, mina las mejoras de vida. Al final, Esquilache se sacrifica: renuncia a su cargo y marcha al exilio.
El concierto de San Ovidio, Parábola en tres actos se estrenó en 1962. A partir de un grabado que representa el espectáculo de la orquestina de ciegos del Hospicio de los Quince Veintes, realizado en septiembre de 1771, Buero reconstruye un drama en el que aflora lo grotesco, la injusticia y la falta de ética. Los temas son la explotación del hombre por el hombre y la lucha del hombre por su libertad.
El sueño de la razón. La obra se sitúa en el Madrid de 1823, durante la ola de terror desencadenada por Fernando VII en su lucha contra los liberales. El protagonista es Francisco de Goya. A través de la sordera de este personaje —de nuevo una tara física—, Buero simboliza la incapacidad de algunos para oír el sentido de la realidad.
Entre sus últimos títulos figuran Caimán (1981), Diálogo secreto (1984) y Lázaro en el laberinto (1986).

## Personajes
Se podría decir que los personajes de Buero Vallejo suelen coincidir con las siguientes características:
- Presentan alguna tara física o psíquica.
- No se reducen a simples esquemas o símbolos.
- Son caracteres complejos que experimentan un proceso de transformación a lo largo de la obra.
- La crítica los ha distinguido entre personajes activos y contemplativos. Los primeros carecen de escrúpulos y actúan movidos por el egoísmo o por sus bajos instintos, y, llegado el caso, no dudan en ser crueles o violentos si con ello consiguen sus objetivos. No son personajes malos; la distinción maniquea entre buenos y malos no tiene cabida en el teatro de Buero. Los contemplativos se sienten angustiados. El mundo en que viven es demasiado pequeño. Se mueven en un universo cerrado a la esperanza. A pesar de ser conscientes de sus limitaciones, sueñan un imposible, están irremediablemente abocados al fracaso. Nunca ven materializados sus deseos.

## Obras

### Teatro
Sus obras teatrales son, por orden de estreno:
- Historia de una escalera (1949)
- Las palabras en la arena (1950)
- En la ardiente oscuridad (1950)
- La tejedora de sueños (1952)
- La señal que se espera (1952)
- Casi un cuento de hadas (1953)
- Madrugada (1953)
- Irene, o el tesoro (1954)
- Hoy es fiesta (1955)
- Las cartas boca abajo (1957)
- Un soñador para un pueblo (1958)
- Las Meninas (1960)
- El concierto de San Ovidio (1962)[5]
- Aventura en lo gris (1963)
- El tragaluz (1967)
- La doble historia del doctor Valmy (1968)
- El sueño de la razón (1970)
- Llegada de los dioses (1971)
- La Fundación (1974)
- La detonación (1977)
- Jueces en la noche (1979)
- Caimán (1981)
- Diálogo secreto (1984)
- Lázaro en el laberinto (1986)
- Música cercana (1989)
- Las trampas del azar (1994)
- Misión al pueblo desierto (1999)

### Ensayo
- Tres maestros ante el público (Valle-Inclán, Velázquez, Lorca) (1973)

## Filmografía
Películas basadas en sus obras
- Historia de una escalera, dirigida por Ignacio F. Iquino (1950)
- En la ardiente oscuridad, dirigida en Argentina por Daniel Tinayre (1959)
- Esquilache, dirigida en España por Josefina Molina (1989)[13]Basada en Un soñador para un pueblo.

## Premios
- 1949.- Premio Lope de Vega de Teatro (Ayuntamiento de Madrid), Historia de una escalera
- 1956.- Premio Nacional de Teatro (INAEM), Hoy es fiesta
- 1957.- Premio Nacional de Teatro (INAEM), Las cartas boca abajo
- 1967.- Premio El Espectador y la Crítica, El tragaluz
- 1970.- Premio El Espectador y la Crítica, El sueño de la razón
- 1974.- Premio El Espectador y la Crítica, La Fundación
- 1974.- Premio Mayte de Teatro, La Fundación
- 1976.- Premio El Espectador y la Crítica, La doble historia del doctor Valmy
- 1977.- Premio El Espectador y la Crítica, La detonación
- 1980.- Premio Nacional de Teatro (INAEM)[14][15]
- 1980.- Medalla de Plata del Círculo de Bellas Artes
- 1981.- Premio El Espectador y la Crítica, Caimán
- 1984.- Premio El Espectador y la Crítica, Diálogo secreto
- 1985.- Premio Ercilla de Teatro, Diálogo secreto
- 1985.- Premio Nacional de Teatro (INAEM), Un soñador para un pueblo
- 1986.- Premio El Espectador y la Crítica, Lázaro en el laberinto
- 1986.- Premio Miguel de Cervantes (España)[14][15]
- 1994.- Medalla de Oro al Mérito de las Bellas Artes
- 1996.- Premio Nacional de las Letras Españolas[14][15]
- 1997.- Medalla de Honor de la Universidad Carlos III
- 1997.- Medalla de Oro de la Diputación Provincial de Guadalajara
- 1997.- Medalla de la Orden Andrés Bello de Venezuela
- 1998.- Medalla de Oro del Ayuntamiento de Madrid
- 1999.- Max de Honor de las Artes Escénicas (SGAE y La Fundación Autor)[14][15]
- 2000.- Premio Especial de Teatro de Rojas,(a título póstumo)

| Predecesor: Antonio Rodríguez-Moñino   | Académico de la Real Academia Española Sillón X 1972-2000 | Sucesor: Francisco Brines |
| Predecesor: Gonzalo Torrente Ballester | Premio Miguel de Cervantes 1986                           | Sucesor: Carlos Fuentes   |